# Vuelta a Galicia
La Vuelta a Galicia (it. Giro di Galizia) è una corsa a tappe maschile di ciclismo su strada, che si disputa nella regione della Galizia, in Spagna. 
La prima edizione venne disputata nel 1933, con Salvador Cardona primo vincitore. Assunse cadenza annuale nel 1984.

## Albo d'oro
Aggiornato all'edizione 2000.
| Anno    | Vincitore           | Secondo             | Terzo                  |
| ------- | ------------------- | ------------------- | ---------------------- |
| 1933    | Salvador Cardona    | Eusebio Bastida     | Federico Ezquerra      |
| 1934    | non disputata       | non disputata       | non disputata          |
| 1935    | Julián Berrendero   | Fermín Trueba       | Mariano Gascon         |
| 1936-44 | non disputata       | non disputata       | non disputata          |
| 1945    | Delio Rodríguez     | Emilio Rodríguez    | Julián Berrendero      |
| 1946    | Emilio Rodríguez    | Pastor Rodríguez    | Luis Sánchez Huergo    |
| 1947    | Emilio Rodríguez    | Manolo Rodríguez    | Delio Rodríguez        |
| 1948-54 | non disputata       | non disputata       | non disputata          |
| 1955    | Emilio Rodríguez    | Carmelo Morales     | René Marigil           |
| 1956-83 | non disputata       | non disputata       | non disputata          |
| 1984    | Vicente Belda       | José Recio          | Jokin Mujika           |
| 1985    | Jesús Blanco Villar | Vicente Belda       | Reimund Dietzen        |
| 1986    | non disputata       | non disputata       | non disputata          |
| 1987    | Jokin Mujika        | Iñaki Gastón        | Vicente Belda          |
| 1988    | Marino Lejarreta    | Álvaro Pino         | Miguel Indurain        |
| 1989    | Vicente Ridaura     | Federico Echave     | Iñaki Gastón           |
| 1990    | Federico Echave     | Laudelino Cubino    | Johan Bruyneel         |
| 1991    | Álvaro Mejía        | Pëtr Ugrumov        | Fabian Fuchs           |
| 1992    | Fabian Jeker        | Federico Echave     | Oliverio Rincón        |
| 1993    | Andrew Hampsten     | Stefano Della Santa | Álvaro Mejía           |
| 1994    | Laudelino Cubino    | Claudio Chiappucci  | Stefano Della Santa    |
| 1995    | Miguel Indurain     | Maarten den Bakker  | Manuel Fernández Ginés |
| 1996    | Abraham Olano       | Andrej Čmil         | Laurent Jalabert       |
| 1997    | Aitor Garmendia     | Gianluca Bortolami  | Armand de Las Cuevas   |
| 1998    | Frank Vandenbroucke | Abraham Olano       | Marcos Serrano         |
| 1999    | Marcos Serrano      | Andrej Teterjuk     | Abraham Olano          |
| 2000    | Andrej Teterjuk     | David Etxebarria    | Juan Miguel Mercado    |